# اليابانية: اللغة المنطوقة
اليابانية: اللغة المنطوقة (JSL) هي سلسلة كتب تمهيدية لتعلم اللغة اليابانية، تمت كتابة سلسلة (JSL) من قبل إليانور هارز جوردن بالتعاون مع ماري نودا. 
نشرت مطبعة جامعة ييل الجزء الأول من السلسلة في عام 1987، والجزء الثاني في عام 1988, والجزء الثالث في عام 1990. تختلف هذه السلسلة عن أغلب الكتب الدراسية للغة اليابانية بطرق عدة؛ غالباً لأنها تركز بشكل خاص على اللغة المنطوقة وتترك أمر مناقشة أي من جوانب اللغة المكتوبة للكتب الدراسية الاخرى، مثل السلسلة الموازية لها اليابانية: اللغة المكتوبة (JWL).
تَوجُّه هذه السلسة مبني على سنوات الخبرة التي اكتسبتها جوردن في تدريس اللغة اليابانية والبحوث التعليمية، وقد سبق السلسة كتابها الدراسي “بداية اللغة اليابانية" الذي نشر في الستينات، والذي حلت محله السلسة (JSL).

## المميزات
بالأضافة إلى التركيز على اللغة المنطوقة بشكل خاص، يملك النص في هذا الكتاب عددا من المميزات الغير اعتيادية. يتمحور النص حول سلسلة من الحوارات والتمارين على قواعد اللغة التي يتم ممارستها وحفظها، كما يتمحور حول تحليلات لغوية مفصلة لقواعد اللغة اليابانية. تُدَرَّس مفردات اللغة عن طريق سياق الكلام في هذه الحوارات، بدلاً من تدريسها كقائمة منفصلة. هذا التوجه—الحوارات والممارسة النمطية—متأثر جداً بالطريقة السمعية الشفهية (ALM) التي فقدت شعبيتها منذ حين، وهذا مع عدم تشابه النص بشكل صارم مع الطريقة السمعية الشفهية، فأنه على سبيل المثال يقدم تفسيرات لقواعد اللغة بدلاً من الاكتفاء بالحفظ.
المصطلحات في بعض الأحيان قد تكون غير قياسية. على سبيل المثال، يتم الإشارة إلى 形容動詞 (الصفات) بأنها "na-nominals" (مفردات اسمية تعمل كصفات بمساعدة الحرف الياباني na/な) نظراً إلى أنها بناءً على القواعد اللغوية تتصرف بشكل شبه تام على أنها 名詞 (أسماء) التي بالطبع تعتبر مفردات اسمية. هذا الاختيار للكلمات مدعوم نوعاً ما في البحوث اليابانية، لكنه في الأصل يتم الأشارة لهذه الكلمات على أنها "na-adjectives” (صفات الحرف الياباني na/な) أو "adjectival nouns” (أسماء وصفية) بطريقة مشابهة تتم الأشارة إلى اختلاف الجنس باللغة اليابانية المنطوقة ك جلف/ رقيق بدلاً من ذكر/أنثى. 
مثال أخر على أختيارات لكلمات صحيحة نحوياً ولكن غير قياسية هو أن الصفات اليابانية لا تترجم إلى الصفات الإنجليزية بل إلى الأخبار الأنجليزية بما أنها تعمل كأخبار باللغة اليابانية عندما لا تسبق الأسم. على سبيل المثال كلمة chiisai) 小さい) تترجم إلى "is small” أنه صغير بدلاً من "small” صغير (لا يعد هذ الخيار صحيحاً بالنسبة إلى الصفات التي تسبق إسماً).
تمت كتابة الكتاب بالروماجي خصيصاً (الأبجدية الرومانية للغة اليابانية) تاركاً أستعمال الكانا والكانجي ولكن توجد نصوص كانجي وكانا كنصوص تكميلية. يرتكز شكل الروماجي المستخدم على شكل الكتابة اللاتينية نيهون-شيكي ( التي تستخدم بكثرة في اليابان) ولكنها تختلف عن نظام كتابة هيبورن الذي يستخدم عادتاً في البلدان التي تتحدث الأنجليزية. يحاول نظام الكتابة اللاتينية اتباع تركيب المقطع اللفظي في اللغة اليابانية لتبسيط العلاقات النحوية بدلاً من إعادة تمثيل الصوت، على سبيل المثال حرف ち يعاد تمثيله بـ "ti” لأنه ينتمي إلى مجموعة たちつてと "t-" التي يتم تمثيلها بشكل موحد في كتاب JSL على أنها ta/ti/tu/te/to، مع أن حرف ち نطقه باللغة الأنجليزية أقرب إلى "chi” (كما في "cheese") بدلاً من "ti" (كما في "tee” و “tea”). تُمَثَل هذه الحروف في نظام كتابة هيبورن هكذا ta/chi/tsu/te/to وهو تعبير صوتي أدق (إتباعاً لقواعد الاملاء الأنجليزي القياسية)، لكنه يتخلى عن تركيب المقطع اللفظي الياباني. في كتاب JSL الهدف من النصوص أن تكون مرجعاً لا دليلاً للنطق، مع وجود المقاطع الصوتية كدليل للنطق بدلاً من ذالك. ميزة أخرى غير شائعة للنص هي أنه يركز على لهجة طبقة الصوت اليابانية في الكلمات، وفقًا للغة اليابانية القياسية.